# Thank You for the Music
Thank You for the Music – singel zespołu ABBA. Główny wokal przypadł Agnecie Fältskog. Piosenka została nagrana w 1977 roku na potrzeby filmu „ABBA: The Movie”, a oficjalnie została wydana na singlu w 1983 roku, po rozpadzie zespołu. W Liście przebojów Programu Trzeciego singiel zajął najwyżej 20. miejsce.